# Synodontis annectens
Synodontis annectens är en fiskart som beskrevs av Boulenger, 1911. Synodontis annectens ingår i släktet Synodontis och familjen Mochokidae. IUCN kategoriserar arten globalt som livskraftig. Inga underarter finns listade i Catalogue of Life.